# Ujemszkij
Ujemszkij (oroszul: Уемский) városi jellegű település Oroszország Arhangelszki területén, a Tengermelléki járásban. 
Lakossága: 3742 fő (a 2010. évi népszámláláskor).
Az Arhangelszki terület északi részén, Arhangelszktől 18 km-re, az Északi-Dvina középső folyásának jobb partján fekszik. Rendszeres autóbuszjáratok kötik össze a nagyvárossal.
A szovjet korszakban létesített, majd 2000-ben részvénytársasággá átalakított téglagyára (keramicseszkij kombinat) 2004-ben csődbe ment. A településen működő jelentősebb gazdasági létesítmény a baromfikeltető és -feldolgozóüzem. 
Néhány kilométerre a településtől, Malije Kareli faluban található a híres Orosz Faépítészeti Múzeum.